# Милица Островска
Милица Островска (на словенски: Milica Ostrovška) е словенска журналистка, преподавателка и писателка на произведения в жанра драма, исторически роман и документалистика.

## Биография и творчество
Милица Островска е родена на 14 юни 1907 г. в Копер, Австро-Унгария, в семейството на учителя по физическо възпитание Адолф Шауп и Зоуи Бори. Отраства в Гориция, където посещава основно училище. Завършва гимназия в Марибор през 1925 г. Учи немски език, сравнителна литература и лингвистика в Люблянския университет, където преподаватели са историка Франце Кидрич, литературния теоретик Якоб Келемина и историка и преводач Иван Приятеля. Като стипендиант на френското правителство прекарва учебната 1928/1929 г. в Сорбоната.
След дипломирането си, през 1930 г. започва работа в училище във Враня. Там се омъжва за учителя по музика Йосип Островски. Три години по-късно получава работа в гимназия в Марибор. Под влияние на поета Сречко Косовел възприема леви възгледи. През 1939 г., малко преди избухването на Втората световна война става член на Комунистическата партия на Словения.
В началото на войната, през юли 1941 г., тя и семейството ѝ са заточени в Сърбия, където преподава в училище в Ягодина. Там се включва в организацията на словенските изгнаници и нелегалната организация Освободителен фронт.
След освобождението, се връща в Марибор през 1945 г., където изпълнява различни обществени функции. През 1949 г. по разпореждане на Коминформбюро е затворена на остров Голи Оток. След освобождението си през 1952 г. работи като администратор в средното музикално училище в Марибор. От 1954 г. преподава английски език в началното училище „Иван Цанкар“, а после преподава чуждоезиково обучение и в немското висше училище по икономика и търговия, където остава до 1977 г.
През 1926 г. дебютира като публицист в списанието „Женски свят“, а после в списанията „Независимост“ и „Наши жени“.
След войната и наложените ѝ репресии започва да събира истории за националноосвободителното движение в Марибор. Пише книги за националните герои Йоже Херманко и Силвира Томасини, както и тритомника „Въпреки съпротивата“ със свидетелства за затвора на остров Голи Оток.
Милица Островска умира на 5 април 1997 г. в Марибор.

## Произведения

### Самостоятелни романи и повести
- Dva obiska (1935)
- O dveh, ki sta se poročila pod marelo (1935)
- Glej, dekla sem (1936)
- O kraljični, ki se ni mogla smejati (1937)
- Topovski strel (1937)
- Stara devica (1938)
- Drobec radosti daj! (1938)
- Lujzika mora na jug (1938)
- Vrnitev (1938)
- Tajno okence male gospodinje (1939)
- Živci gospe Felicite (1939)
- Erika, Tomo in njegova mati (1940)
- Klavir (1940)

### Документалистика
- Kljub vsemu odpor (1963 – 1968) – сборник по събрани свидетелства за затвора на остров Голи оток
- Jože Hermanko (1963) – биография на националния герой Йоже Херманко
- Silvira Tomasini (1964) – биография на националната героиня Силвира Томасини